# 毛細玻璃管

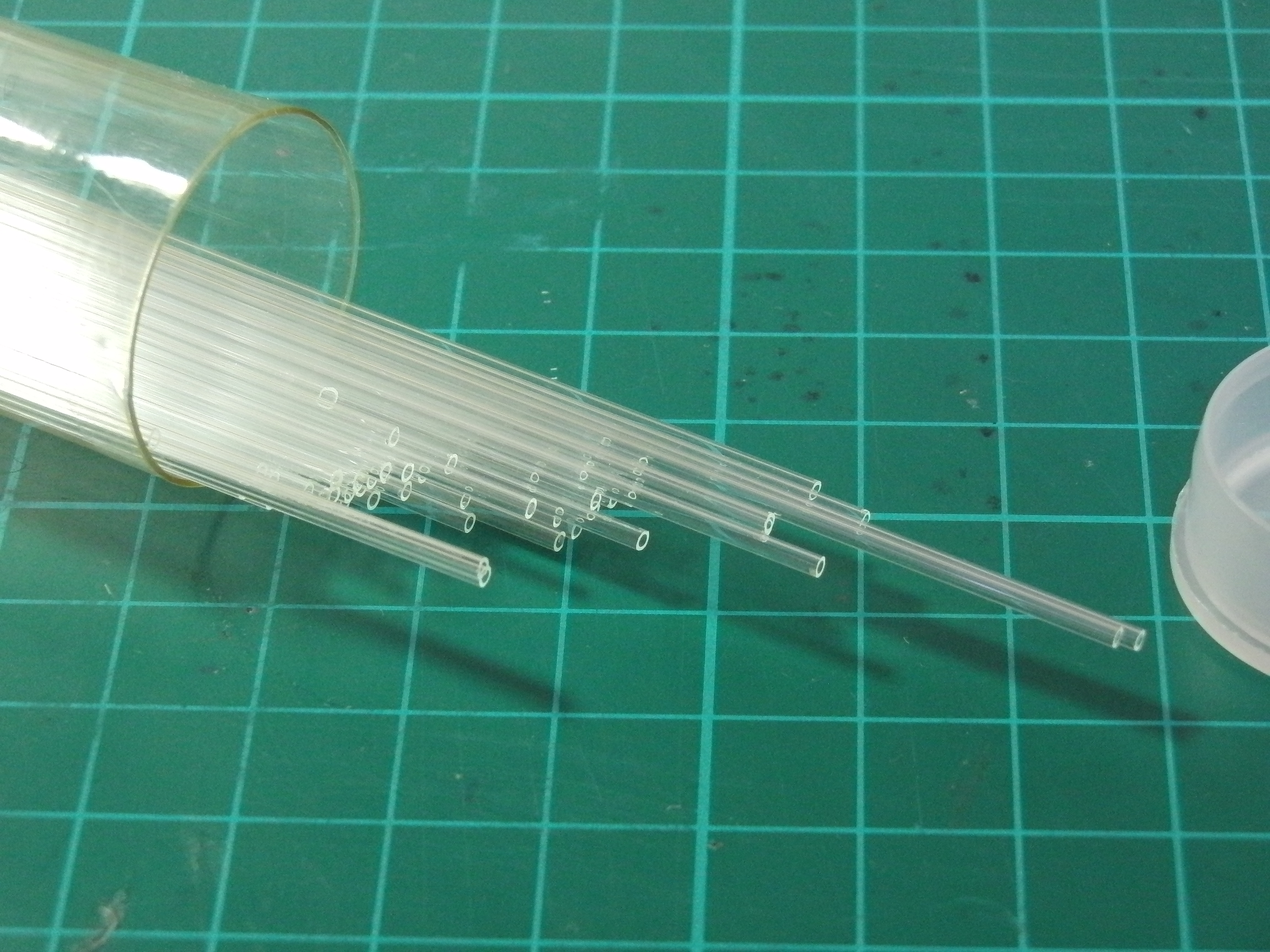
毛細玻璃管

毛細玻璃管有時簡稱毛細管，在實驗室中有相當廣泛的應用。主要是藉由毛細現象引導液體流入管中。

## 結構
0.1mm~1mm的玻璃管。

## 應用
多應用於有機化學實驗中的薄層色譜分析法，作為類似滴管的用途。
也應用於毛細電泳中的毛細管。熔點分析時做為樣品的容器，類似試管的作用。